# Speak to Me (Roxette)
Speak to Me è una canzone del duo pop Roxette, scritta da Per Gessle ed interpretata insieme a Marie Fredriksson, pubblicata nel 2011 nell'album Charm School.
Speak to Me è stata pubblicata in una versione digitale per Svezia, Belgio e Sudafrica, come secondo singolo estratto dall'album Charm School. In un secondo momento, il 25 maggio 2011, Speak to Me è stato pubblicato anche in una versione da 7".
Il video di Speak to Me è stato presentato con una première in Germania, Svizzera ed Austria, il 21 agosto 2011.

## Tracce
| Singolo Digitale 1. Speak to Me [Bassflow Remake] – 3:39 2. Stars [Live from Barcelona Oct. 24, 2001] – 4:06 | Singolo 7" - Lato A: 1. Speak to Me [Bassflow Remake] 2. Speak to Me [Original Mix] - Lato B: 1. She's Got Nothing On (But the Radio) [Adrian Lux Mix] 2. She's Got Nothing On (But the Radio) [Adam Rickfors Mix] |